# 1,1-dichloorethaan
1,1-dichloorethaan is een organische verbinding met als brutoformule C2H4Cl2. Het is een kleurloze olieachtige vloeistof met een chloroformachtige geur. De stof is voornamelijk een basisstof bij de chemische synthese van onder andere 1,1,1-trichloorethaan en 1,1,2-trichloorethaan. Ze doet ook dienst als vlamvertrager, insecticide en als oplosmiddel voor plastics, oliën en vetten.

## Toxicologie en veiligheid
De stof ontleedt bij verhitting en bij verbranding met vorming van giftige en corrosieve dampen (fosgeen en waterstofchloride). 1,1-dichloorethaan reageert hevig met sterke oxidatiemiddelen, alkalimetalen, aardalkalimetalen en metalen in poedervorm, met kans op brand en ontploffing. De stof tast aluminium, ijzer en polyetheen aan. Contact met sterk corrosieve middelen kan leiden tot vorming van giftig en brandbaar aceetaldehydegas.